# Ana María Surra
Ana María Surra Spadea (Montevideo, 10 de julio de 1952) es una asistente social y política uruguaya, diputada al Congreso de los Diputados en la XI legislatura.

## Biografía
Estuvo vinculada al movimiento uruguayo de guerrilla urbana tupamaro. Poco antes del golpe de Estado de junio de 1973 marchó con su marido a Chile, trabajando en la alfabetización de adultos en las minas de Aconcagua (cerca de Valparaíso). Después del golpe de Estado de septiembre de 1973 se refugia en la embajada de Panamá. Después de vivir cuatro meses en Panamá consigue ir a Bélgica, donde después de año y medio se traslada a París, donde recibe asilo político. Allí estudia Asistencia Social, trabaja en el ayuntamiento de Chelles, milita en el sindicado de funcionarios públicos y participa activamente en la defensa de la situación de los inmigrantes. 
El 1985 vuelve a Uruguay, donde trabaja como secretaria de dirección en el Liceo Francés de Montevideo y como entrenadora y árbitra de baloncesto. En 1999 se traslada a Barcelona, donde vive su hijo Mario y su nieto y consigue trabajo como árbitra de baloncesto. También en Barcelona trabaja en el consulado de Uruguay. En 2001 preside la asociación Sí, amb Nosaltres que agrupa extranjeros residentes en territorio catalán partidarios del derecho a decidir.
En las elecciones al Parlamento de Cataluña de 2015 ocupó el lugar 47 en la lista de Junts pel Sí de Barcelona, y en las elecciones generales españolas de 2015 fue elegida diputada como independiente dentro de las listas de ERC.